# Cratere Burton
Burton  è un cratere sulla superficie di Marte.